# Astronidium glabrum
Astronidium glabrum es una especie de planta de flores perteneciente a la familia  Melastomataceae. Es endémica de  la Polinesia Francesa en Raiatea y Tahití.